# Ponzanello
Ponzanello è una frazione del comune di Fosdinovo, nella provincia di Massa e Carrara.

## Geografia fisica

### Territorio
Si trova all'estremo nord-ovest del comune, sul fianco occidentale del poggio di Fosdinovo, a 487 metri sul livello del mare, sulla strada che da Fosdinovo porta ad Aulla.

## Toponimo
Il toponimo, la cui radice ricorre spesso sia nella zona sia in altre zone di Italia, è ancora di origine incerta e compare per la prima volta nelle fonti scritte nel 1101.
Potrebbe essere un prediale, indicante la proprietà di un Pontius, al diminutivo. È citato per la prima volta nel Codice Pelavicino nel 1185: si trattava di un diploma federiciano con cui venivano confermati al Vescovo di Luni i suoi possedimenti, fra i quali il castello di Ponzanello. Nel Codice Pelavicino del 1259 si indica che il borgo di Ponzanello comprendeva anche le aree limitrofe di Serra, Ara e Colla.

## Storia
Uno dei più importanti ritrovamenti fosdinovesi relativi alla tarda età del Ferro (IV-III secolo a.C.) è rappresentato dalla tomba di Ponzolo (posta tra Bibola e Ponzanello).
Ponzanello viene menzionato nell'XI secolo quasi contemporaneamente al suo castello e negli stessi anni in cui vengono citati altri centri vicini come Fosdinovo e Marciaso. Fin dalle prime attestazioni la si avvicina ai Vescovi di Luni, dai quali infatti sappiamo che dipendeva fin dal 1158. Il castello diventerà ben presto sede, archivio, biblioteca e cassaforte dei Vescovi-Conti nei loro soggiorni a Ponzanello, terra che rimarrà in loro possesso per molto tempo.
Il castello è citato per la prima volta nel 1185 quando Federico Barbarossa confermò al vescovo di Luni Pietro i suoi possedimenti, citando il castello di Ponzanello. Per altre fonti, invece, la prima citazione risalirebbe addirittura al 963. Fin da questa antica fase era contraddistinto per la sua tripla forma concentrica e fortificata.
Nel 1233 vennero compilati i primi Statuti comunali di Ponzanello (Statuta Ponzanelli, 1234), con il beneplacito del vescovo Guglielmo, e già da prima (1201) Ponzanello era organizzato in Comune e si aveva notizia di un "consul de Ponzanello" (console di Ponzanello). Questo fa di Ponzanello uno dei primi Comuni liberi della Lunigiana.
Fin dal 1254 il paese presenta due luoghi di culto: la Chiesa di San Martino e la cappella retrostante dedicata a San Filippo Neri, fin da allora annoverate come chiesa vecchia e chiesa nuova. È sempre nel corso del Duecento che il borgo si amplia e si vanno a costruire i sobborghi, ancora presenti, di Ara, Serra e Colla. 

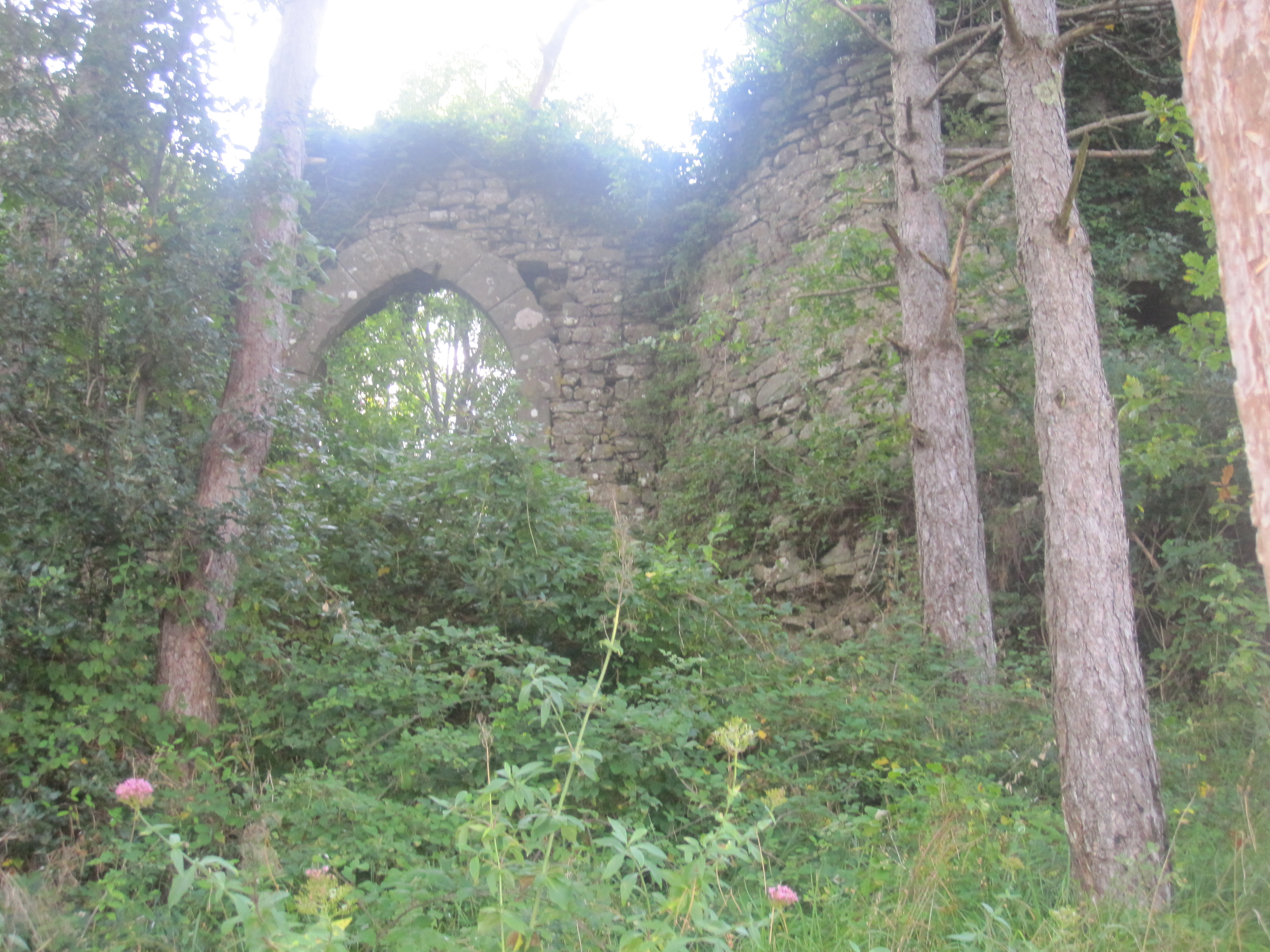
Resti del castello dei Vescovi di Luni di Ponzanello

Dal 1239 iniziò ad essere conteso da molte parti e conquistato a più riprese: in quell'anno Federico II di Svevia scese in Lunigiana prendendo momentaneo possesso dal vescovo di Luni Guglielmo dei castelli di Ponzanello, Fosdinovo e Vezzano, mentre nel 1264 Ponzanello fu occupata da Nicolò Fieschi.
La fortificazione ritornò in mano ai vescovi nel 1273 e sotto il vescovo Enrico da Fucecchio, nel 1274, venne ristrutturata.
Intanto, dopo la Pace di Castelnuovo (1306), Ponzanello fu teatro di un fatto curioso, uno scisma avvenuto all'interno della Diocesi di Luni: morto il vescovo Antonio Nuvolone da Camilla, protagonista di quella Pace di Castelnuovo di cui fu indiscutibile artefice Dante Alighieri, i canonici della Cattedrale elessero Gheradino Malaspina, allora pievano della Pieve di San Piero in Campo presso Pescia, mentre un gruppo di loro, in disaccordo, si riunirono nel castello di Ponzanello ed elessero un certo fra' Guglielmo dei Frati Minori. Questo scisma era dovuto a cause politiche, essendo il primo guelfo e legato ai neri, il secondo ghibellino e legato ai bianchi.
Nel 1319 Ponzanello fu nuovamente conquistata da Castruccio Castracani e, dopo la fine della guerra tra Spinetta Malaspina il Grande e il condottiero lucchese e la dipartita di quest'ultimo (1328), Fosdinovo divenne feudo dei Malaspina di Fosdinovo (1340), che di lì a poco sarebbero divenuti anche Marchesi di Fosdinovo (1355). Ponzanello, però, al contrario della maggior parte dei paesi vicini, non entrò a far parte del Marchesato e rimase appannaggio dei Vescovi lunensi. Essi trasformarono il paese in un'inespugnabile rocca che a lungo contrasterà i Malaspina, prima di dover loro cedere.
La cessione di Ponzanello ai Malaspina arriverà solamente nel tardo Quattrocento (1481), quando il comune di Firenze ne accordò la giurisdizione al marchese Gabriele II Malaspina di Fosdinovo. Egli, nel 1497, fece costruire all'interno del borgo di Ponzanello un Ospitale da Giovanni Corsellini. Il registro è conservato ancora oggi presso l'archivio parrocchiale. 

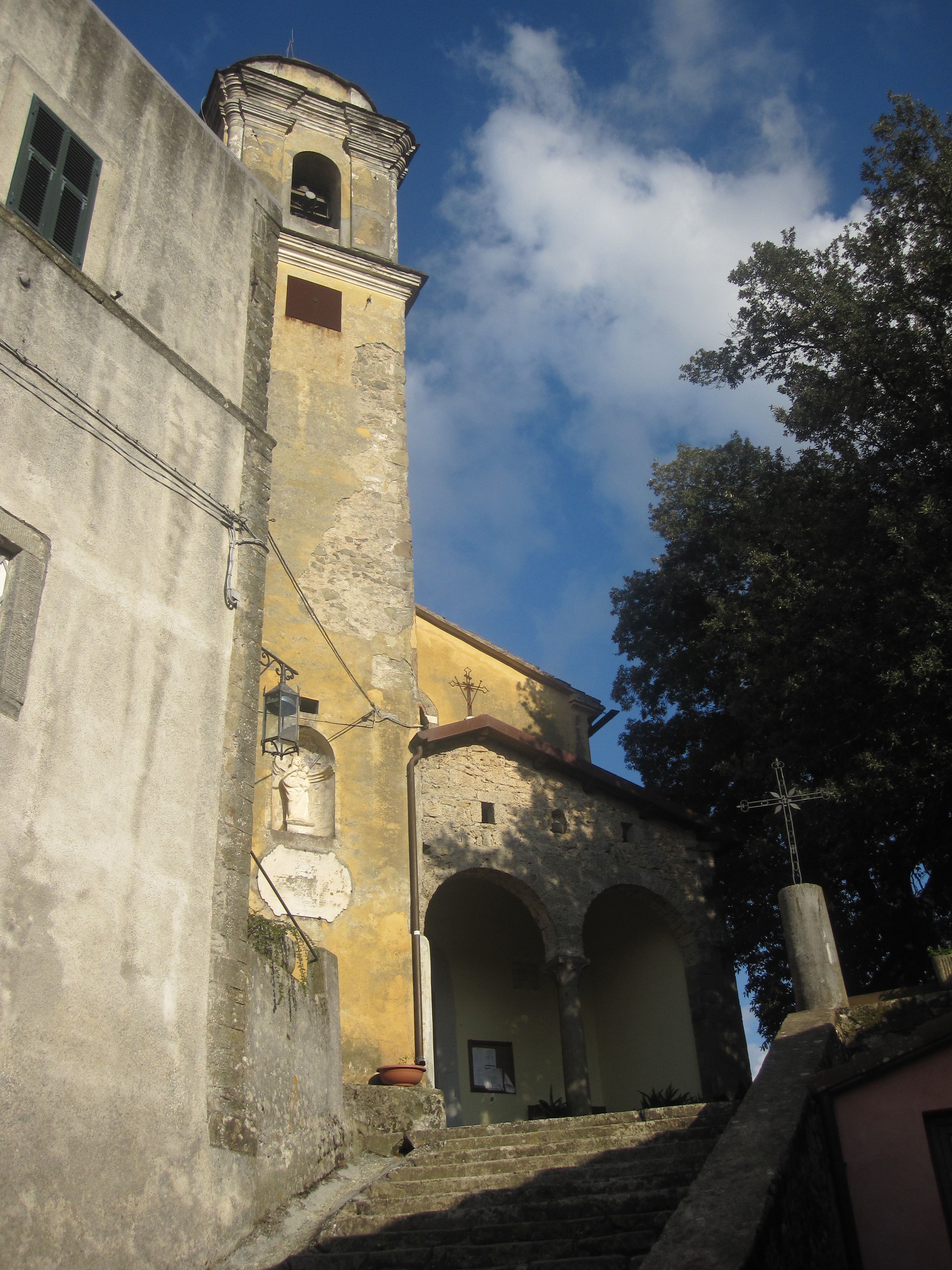
Chiesa di San Martino di Ponzanello

I Malaspina di Fosdinovo legarono così il destino di Ponzanello a quello di Fosdinovo per più di tre secoli, fino al 1797, quando infine Napoleone fece tramontare l'ancien régime.
Quando nel 1666 Pasquale Malaspina ottenne dall'Imperatore Leopoldo I il diritto di battere moneta, egli decise di costruire una zecca a Ponzanello (oltre che nella capitale, Fosdinovo). Rimase in funzione per gli stessi anni di quella fosdinovese e produsse monete assai simili (luigini con ritratta Maria Maddalena Centurione, consorte di Pasquale e testoni)
Con l'ascesa di Napoleone in Italia e la nascita della Repubblica Cisalpina, venne creata la Municipalità di Fosdinovo, a cui facevano capo ben ventuno comunità caratterizzate da un territorio prevalentemente montuoso. In riferimento alla composizione dei consiglieri suddivisi per comunità, Ponzanello poteva fregiarsi di 3 consiglieri sul totale di 132 complessivi.
Con l'art. 3 della costituzione approvata il 26 gennaio 1802 nei comizi nazionali di Lione, che diedero vita alla Repubblica Italiana, furono installate dal viceprefetto della Alpi Apuane nel marzo del 1803 nuove municipalità. In particolare, Ponzanello rimase unito a Fosdinovo, entrando nella Comune di seconda classe di Fosdinovo comprensiva anche di Carignano, Cortila, Giucano, Gragnola, Marciaso, Pian di Molino, Pieve di Viano, Tendola, Posterla e Pulica.
Un'ulteriore riorganizzazione amministrativa attuata nel 1804 determinò che in Lunigiana le Comuni fossero solo di terza classe, ossia con meno di 3.000 abitanti. Dallo smembramento della Municipalità di Fosdinovo si originò nel tempo anche la Comune di Tendola e Ponzanello, che esistette fino al 1811, anno in cui si costituì l'Impero francese.
Nel 1833 Ponzanello era un centro che contava 488 abitanti.

## Monumenti e luoghi d'interesse

### Architettura religiosa
- Tomba di Ponzolo, tra Bibola e Ponzanello (IV-III sec. a.C)
- Chiesa di San Martino o chiesa vecchia, con ingresso ad arco a sesto acuto in elementi squadrati di arenaria e con portico ad arcate in calcare cavernoso. L'interno è ad aula unica con abside quadrangolare e presbiterio leggermente rilevato e delimitato da una balaustra novecentesca. Spiccano a destra gli altari di San Rocco, del Suffragio, della Madonna del Carmine e a sinistra quello di San Filippo Neri. In alto vi è una pregevole tela della Madonna del Buon Consiglio (Mater Boni Consili è anche una Via del paese), un tempo portata a processione la seconda domenica di settembre. Nella nicchia dell'abside vi è la statua in marmo di San Martino e nella sacrestia vi è il reliquiario in marmo murato sul perimetrale.
- Cappella di San Filippo Neri o chiesa nuova

### Architettura militare
- Castello di Ponzanello. La sua presenza è documentata fin dal 1185 tramite un documento scritto da Federico II di Svevia (per altre fonti, fin dal 963). Rimangono imponenti resti e ruderi delle strutture (altamente invasi dalla vegetazione e quasi confondibili col colle stesso su cui sorge) con circuiti murari e mastio centrale con torri circolari e rivellino sulla sommità del paese. La proprietà è privata.

## Società

### Religione
Ponzanello è stata una delle quattordici rettorie del vicariato foraneo di Fosdinovo della diocesi di Luni fin dal XVI secolo.
Ponzanello è sede della parrocchia di San Martino Vescovo della diocesi di Massa Carrara-Pontremoli. Da maggio 2014 fa parte dell'unità pastorale di Fosdinovo, all'interno, dal marzo 2017, del Vicariato di Carrara (prima si trovava in quello di Aulla). Appartiene alla sua parrocchia la frazione di Canepari. La festa del patrono si festeggia con la solennità dell'11 novembre.

## Enogastronomia
Piatto tipico di Ponzanello è la focaccetta, variante del panigaccio e della tigella, piatti tipicamente lunigianesi. Si differenzia da queste pietanze perché viene cotto in testi fatti in pietra, che fanno penetrare il calore più in profondità all'interno dell'impasto. Ponzanello è l'unica frazione del Comune di Fosdinovo che annovera questa ricetta tra quelle tradizionali e la ragione sta nella geografia del territorio: Ponzanello è la località più prossima alla zona della Lunigiana, in cui il panigaccio è un piatto tipico (Podenzana e Aulla).